# Perdita bradleyi
Perdita bradleyi är en biart som beskrevs av Henry Lorenz Viereck 1907. Perdita bradleyi ingår i släktet Perdita och familjen grävbin. Inga underarter finns listade i Catalogue of Life.